# Fabrizio Borsani
Fabrizio Borsani (* 21. Juli 1998 in Winterthur-Töss) ist ein Schweizer Schauspieler mit italienischer Staatsbürgerschaft.

## Leben und Wirken
Fabrizio Borsani kam in Winterthur (Töss) zur Welt. Dort besuchte er 2005 die Montessorischule, an der ihn ein Castingteam für seine erste Kinofilm-Hauptrolle entdeckte. Der Film Vitus wurde an der Berlinale 2006 in die Berlinale-Special-Reihe aufgenommen. Mit elf Jahren war er in der SRF-Serie Tag und Nacht zu sehen. Nach seinen Gastauftritten in Tobias Ineichens Tatort mit dem Titel Skalpell und This Lüschers Rider Jack bekam Borsani seine zweite Titelrolle im Schweizer Kinofilm Amateur Teens (2015). 2018 war Fabrizio Borsani im Kinospielfilm Mario als Fussballer zu sehen.
Bis zum Sommer 2017 besuchte Borsani die Kantonsschule Rychenberg und absolvierte dort seinen Abschluss. Aktuell studiert Fabrizio Borsani an der EFAS European Film Actor School.

## „Vitus und Amateur Teens“
Landesweite Aufmerksamkeit erregte Borsani mit den Rollen in den Kinofilmen Vitus und Amateur Teens. In den Verfilmungen verkörpert Borsani das Wunderkind Vitus, in dem Bruno Ganz dessen Grossvater mimt und Fredi M. Murer Regie führte. In Amateur Teens wurde die Titelrolle des sentimentalen Türken Selim von Borsani gespielt.

## Filmografie
- 2006: Vitus, Regie: Fredi M. Murer
- 2009: Tag und Nacht (Episode: Väter und Söhne), Fernsehserie des Schweizer Fernsehens
- 2011: Bafu, Schweizer Holz Werbespot
- 2012: Tatort: Skalpell
- 2015: Rider Jack
- 2015: Amateur Teens, Regie: Niklaus Hilber
- 2018: Mario, Regie: Marcel Gisler